# Karamanlijeva mošeja
Karamanlijeva mošeja, znana tudi kot mošeja Ahmeda Karamanlija, je mošeja iz 18. stoletja v Tripolisu v Libiji. Mošeja je dokaz osmanskega arhitekturnega sijaja, s svojim elegantnim minaretom in zapleteno oblikovanimi fasadami pritegne pozornost vsakega mimoidočega.

## Zgodovina
Mošeja je dobila ime po Ahmedu Karamanliju, ki jo je začel graditi leta 1736. Je del večjega kompleksa, ki vključuje medreso in grobnice članov rodbine Karamanli. Mošeja ima vhode na treh straneh.
Mošeja je bila vandalizirana leta 2014 med državljansko vojno v Libiji. Njene keramične ploščice in okraski iz marmorja so bili poškodovani med napadom, ki ga je UNESCO obsodil.

## Značilnosti
Karamanlijeva mošeja je največja v celotnem mestu in je del večjega kompleksa, ki vključuje medreso in prostor za pokope članov dinastije Caramanli.
Vhodi v mošejo Ahmed paše Karamanlija v Tripolisu imajo več arhitekturnih in umetniških komponent in značilnosti v smislu njihove arhitekturne zasnove in raznolikosti njihovih okraskov. Pred zunanjostjo je portik v mavrskem slogu, bogato okrašen s kašani ploščicami in kamnitimi rezbarijami in na vrhu z minaretom, ki obdaja notranje dvorišče, ki obdaja samo mošejo.
Mošej je hanefijska mošeja. Ima kvadratni tloris s stranico 20 metrov, znotraj pa jo deli 16 stebrov na vseh štirih straneh, ki podpirajo skupaj 25 majhnih kupol.
Notranjost mošeje krasijo čudovite ploščice in kaligrafija, ki prikazuje umetnost svojega časa.